# Tenorillo
Tenorillo es aquel tenor que aligera mucho la voz usando continuamente el falsete.
Una de las desventajas del tenorillo es que muchas veces al querer tener la voz más aguda de lo que su tesitura natural es, tiende a forzarla en numerosas oportunidades, ocasionando por ello algunas lesiones vocales, unas permanentes y otras temporales.
Los tenorillos pueden tener registro de tenores ligeros o lírico ligeros. La diferencia radica en el uso constante de falsetes en diversas partes de las melodías que interpretan, por ello se les define con el término de tenorillos.
No hay que confundirlos con los contratenores, ya que la emisión y la técnica vocal de estos es muy diferente a la de los tenorillos.